# مویرر اونت ویرتس
مویرر اونت ویرتس (به آلمانی: Mäurer & Wirtz)کمپانی با قدمت تولیدکننده عطر و ادکلن و مصنوعات خوشبوکننده آلمانی که در شهر کلن قرار دارد.
از تولیدات معروف این کمپانی ادکلن و عطر ۴۷۱۱ است.

## تاریخچهٔ کمپانی
طبق داستان‌ها یک راهب دکارتی در ۸ اکتبر ۱۷۹۲ برای تاجری به نام ویلهم مویرر(۱۸۴۱-۱۷۶۲) به عنوان هدیهٔ عروسی دستور العمل معجزهٔ اب (به آلمانی: "aqua mirabilis") برای استفاده‌های مختلف را هدیه داد.
موچنز نیز در خیابان گلاکنگاس در کارگاهی کوچک جهت تولید این ادکلن دایر کرد.
پیتر جوزف مویرر(به انگلیسی: Peter Joseph Mülhens) و پسرش ویلهم موچنز ار سال ۱۸۰۰ تا ۱۸۸۱ مشکل در استفاده از نام فارینا(به انگلیسی: Farina) داشتند.
خانوادهٔ فارینا موچنزها را برای استفاده بدون مجوز از نام خانوادگیشان متهم می‌کردند.
زیرا آن‌ها نیز عطر شرکت خود به نام یوهان ماریا فارینا دم ژول پلاتز(به آلمانی: "Johann Maria Farina gegenüber dem Jülichs-Platz") را تولید می‌کردند.
و از سردرگمی مشتری‌ها در انتخاب محصول می‌ترسیدند.
در نتیجه در سال ۱۸۳۲ ویلهم موچنز در این درگیری حقوقی باخت و دیگر نتوانست از نام خانوادگی فارینا استفاده کند.
نام شرکت مویرر تا سال ۱۹۹۰(به آلمانی: Eau de Cologne & Parfümerie Fabrik Glockengasse No. 4711 gegenüber der Pferdepost von Ferd. Mülhens in Köln am Rhein) بود تا اینکه در ان سال نامش تغییر یافت
.
پس از مدتی بعد نام مویرر اونت ویرتس را برای خود برگزید.